# Ophioneroides granum
Ophioneroides granum är en ormstjärneart som beskrevs av Cherbonnier och Guille 1978. Ophioneroides granum ingår i släktet Ophioneroides och familjen Ophionereididae.
Artens utbredningsområde är Madagaskar. Inga underarter finns listade i Catalogue of Life.